# Syspira
Syspira is een geslacht van spinnen uit de  familie van de Miturgidae (spoorspinnen).

## Soorten
- Syspira analytica Chamberlin, 1924
- Syspira eclectica Chamberlin, 1924
- Syspira longipes Simon, 1895
- Syspira pallida Banks, 1904
- Syspira synthetica Chamberlin, 1924
- Syspira tigrina Simon, 1895